# The Silo
«The Silo» — щотижнева сільськогосподарська газета, яка друкується і розповсюджується в Лесото. Газета в основному публікує екологічні та сільськогосподарські новини, що відбуваються в країні та за її межами.
У своєму випуску від 13 липня 2011 року «The Silo» опублікував інтерв'ю з королем Лесото Летсіє III, представивши його як спеціальний випуск до дня народження короля, державного свята, яке щороку належним чином відзначається в Лесото.
Як єдина сільськогосподарська газета в країні, «The Silo» йде слідами своїх попередників у сусідній Південній Африці, «Farmers Weekly», в тому, що її зміст обмежується лише фермерськими, екологічними та сільськогосподарськими новинами.